# Туисуэ, Альберт
Альберт Туисуэ (англ. Albert Tuisue, родился 6 июня 1993 года) — фиджийский регбист, играющий на позиции нападающего второй и третьей линий за английский клуб «Глостер».

## Биография
До начала регбийной карьеры был сотрудником полиции Фиджи, но оставил полицию ради регбийной карьеры. В 2017—2018 годах играл за сиднейские клубы «Вест-Харбор» в розыгрыше щита Шута и «Грейтер Сидней Рэмс» в Национальном регбийном чемпионате Австралии. В 2018 году выступал за клуб «Фиджиан Друа» в Национальном регбийном чемпионате и выиграл с ним розыгрыш того года: в финале со счётом 36:26 была обыграна команда «Квинсленд Кантри», а Туисуэ стал лучшим игроком финала, занеся две попытки. В сборной Фиджи Альберт дебютировал 23 июня 2018 года в матче против Тонги в Лаутоке.
В январе 2019 года Туисуэ стал игроком клуба «Лондон Айриш», сыграв в сезоне 2018/2019 10 встреч (и выиграв чемпионат Регбийного союза, в сезоне 2019/2020 — 24 матча и занеся 8 попыток. Всего он провёл 33 матча в чемпионатах Англии с 2019 по 2021 годы. Матч сезона 2020/2021 против «Эксетер Чифс» стал для него 50-м в карьере за клуб.
После проигрыша в сезоне 2020/2021 команде «Ньюкасл Фэлконс» со счётом 27:52 в адрес Туисуэ посыпались многочисленные расистские угрозы от фанатов, разозлённых поражением. Из-за этого руководство клуба «Лондон Айриш» даже обратилось в полицию.
В мае 2019 года игрок вошёл в список из 50 игроков, вызванных в национальную сборную для подготовки к чемпионату мира в Японии.